# اسفینا
اسفینا، روستایی از توابع بخش مرکزی شهرستان اصفهان در استان اصفهان ایران است.
این روستا در مسیر جاده اصفهان ورزنه واقع شده استِ.

## جمعیت
این روستا در دهستان براآن شمالی قرار دارد و براساس سرشماری مرکز آمار ایران در سال ۱۳۸۵، جمعیت آن ۷۹۵ نفر (۲۰۲خانوار) بوده است.